# Thomas Waterland
Pour les articles homonymes, voir Waterland.
Thomas Manville Waterland (né en 15 décembre 1933) est un homme politique canadien de la Colombie-Britannique. Il est député provincial créditiste de la circonscription britanno-colombienne de Yale-Lillooet de 1975 à 1986.
Il siège au cabinet du premier ministre Bill Bennett à titre de ministre des Mines et des Ressources pétrolières et ministre des Forêts (déc. 1975-janv. 1986), ainsi que ministre de l'Agriculture et des Aliments (fév.-août 1986),. Il démissionne à la suite d'accusations d'avoir utilisé un abri fiscal associé à une usine de pâtes et papier. 
Waterland sert comme président de la Mining Association of B.C. de 1986 à 1993.